# Taça de Portugal de Futebol Feminino 2014–15
A Taça de Portugal de Futebol Feminino de 2014/2015 foi a 12ª edição da Taça de Portugal, ganha pelo Clube Futebol Benfica.

## Final
A partida foi disputada a 6 de Junho de 2015.
|                       | Resultado |                        |
| --------------------- | --------- | ---------------------- |
| Clube Futebol Benfica | 1 – 0     | Clube Albergaria Mazel |

## Meias-finais
Em ambos os jogos a primeira mão foi disputada a 19 de Abril de 2015 é a segunda mão a 26 de Abril de 2015. 
|                       | Resultado                                |                        |
| --------------------- | ---------------------------------------- | ---------------------- |
| Clube Futebol Benfica | 1 – 1 (1ª mão) 2 – 2 (2ª mão) 3 – 3 Agg. | Valadares Gaia         |
| A-dos-Francos         | 1 – 5 (1ª mão) 4 – 1 (2ª mão) 2 – 9 Agg. | Clube Albergaria Mazel |

## Quartos de final
As 2 primeiras partidas foram disputadas a 8 de Fevereiro de 2015 a terceira a 15 de Fevereiro de 2015 é a última a 22 de Fevereiro de 2015.
|                        | Resultado    |                         |
| ---------------------- | ------------ | ----------------------- |
| CF Belenenses          | 0 – 3        | A-dos-Francos           |
| Clube Albergaria Mazel | 1 – 0        | Vilaverdense FC         |
| Clube Futebol Benfica  | 2 – 0        | Boavista Futebol Clube  |
| Valadares Gaia         | 2 – 1 (a.p.) | Clube Atlético Ouriense |

## Oitavos de final
As partidas foram disputadas a 25 de Janeiro de 2015.
|                        | Resultado |                         |
| ---------------------- | --------- | ----------------------- |
| Clube Futebol Benfica  | 4 – 1     | Pico de Regalados       |
| CAC                    | 0 – 5     | Clube Atlético Ouriense |
| Castrense              | 1 – 2     | Boavista Futebol Clube  |
| CF Belenenses          | 5 – 3     | Leixões                 |
| Clube Albergaria Mazel | 3 – 0     | Fundação Laura Santos   |
| Cesarense              | 0 – 4     | A-dos-Francos           |
| Vilaverdense FC        | 4 – 0     | Guia                    |
| Viseu 2001             | 0 – 2     | Valadares Gaia          |

## 3ª Eliminatória
As partidas foram disputadas a 21 de Dezembro de 2014.
|                        | Resultado       |                      |
| ---------------------- | --------------- | -------------------- |
| Esc. Fut. Fem. Setúbal | 2 – 2 (2–3)g.p. | CAC                  |
| CF Belenenses          | 1 – 0           | Estoril Praia        |
| Pico de Regalados      | 2 – 0           | Belenenses M. Grande |
| Guia                   | 2 – 1           | Paio Pires FC        |
| Viseu 2001             | 5 – 0           | Quintajense          |
| Canelas 2010           | 3 – 6           | Castrense            |

## 2ª Eliminatória
As 10 primeiras partidas foram disputadas a 22 de Novembro de 2014 é as duas últimas a 23 de Novembro de 2014.
|                   | Resultado       |                        |
| ----------------- | --------------- | ---------------------- |
| Estoril Praia     | 1 – 0           | Amorim                 |
| Freamunde         | 2 – 3           | CAC                    |
| Seia FC           | 0 – 1           | Canelas 2010           |
| Paredes           | 2 – 4           | Esc. Fut. Fem. Setúbal |
| Guia              | 5 – 1           | Rebordosa              |
| Viseu 2001        | 5 – 2 (a.p.)    | Murtoense              |
| Os Vidreiros      | 1 – 1 (4–5)g.p. | Belenenses M. Grande   |
| Quintajense       | 1 – 0           | Gondim-Maia            |
| Bobadelense       | 1 – 2           | CF Belenenses          |
| Paio Pires FC     | 7 – 0           | Malveira da Serra      |
| Castrense         | 3 – 2           | Pasteleira             |
| União Ferreirense | 0 – 3           | Pico de Regalados      |

## 1ª Eliminatória
A primeira partida foi disputada a 25 de Outubro de 2014 é as restantes a 26 de Outubro de 2014.
|                        | Resultado |                |
| ---------------------- | --------- | -------------- |
| Casa Povo Martim       | 0 – 2     | CAC            |
| MD Eirolense           | 1 – 3     | Os Vidreiros   |
| Bobadelense            | 9 – 1     | Fiães SC       |
| Olímpico Montijo       | 1 – 9     | Paredes        |
| ADCEO                  | 0 – 4     | Estoril Praia  |
| Paio Pires FC          | 7 – 0     | Rossiense      |
| Pico de Regalados      | 7 – 4     | Poiares        |
| Esc. Fut. Fem. Setúbal | 8 – 0     | Beira Baixa UC |
| Castrense              | 5 – 1     | Ponte Frielas  |
| Malveira Serra         | 5 – 0     | Lordemão FC    |
| Sousense               | 1 – 3     | Amorim         |
| S. Félix Marinha       | 0 – 8     | Pasteleira     |
| Freamunde              | 3 – 0     | Sintrense      |
| Cadima                 | 1 – 2     | Guia           |
| Gondim-Maia            | 11 – 0    | Brasfemes      |
| Vila FC                | 2 – 3     | Rebordosa      |
| Os Sandinenses         | 1 – 2     | Viseu 2001     |
| Seia FC                | 2 – 1     | Argoncilhe     |